# 广州文化假日酒店
广州文化假日酒店（英語：Holiday Inn City Centre Guangzhou）位于中国广州市环市东路华侨新村光明路28号，是一间四星级宾馆。
由广州文化发展总公司及新加坡林增（香港）投资有限公司合作兴建，华南理工大学建筑设计研究院与新加坡王及王建筑事务所合作建设。1986年9月18日动工兴建，1989年4月试业，1990年9月30日全面开业，总投资为3500万美元。占地面积3700平方米，建筑面积4.47万平方米，楼高25层，还有2层地下室，建筑外立面采用后退阶梯式。有客房420套，还有餐厅、商务中心、会议中心等。
2012年外资撤资，广州文化假日酒店变为全国资企业。
2013年，它被作为优质资产注入水投集团，以降低水投集团负债率。目前这栋楼的业主方已经更换为水投集团，由广州国叶文化酒店管理有限公司经营。
2014年5月，广州文化假日酒店正式结业。
目前，它变成了广东省药品交易中心有限公司的总部。